# HD 33946
HD 33946，又名BD+00 988，SAO 112543、HR 1703，是一颗恒星，视星等为6.32，位于銀經200.71，銀緯-21.31，其B1900.0坐标为赤經5h 8m 38.7s，赤緯+0° -21.31′ 36″。